# Абијанова кућа у Земуну
Абијанова кућа у Земуну је високопартерна – кућа посластичара Фердинанда Абијана изграђена у 19. веку у старом језгру Земуна, на источној, парној страни данашње Улице Главне. У штампаном Попису кућа у граду Земуну са новом нумерацијом и нацртом нових назива улица из 1897. године, а потом и из 1906. године означена је као кућа удове – Абијани Каролине.

## Статус, заштита и значај
Након последње валоризације, стручњак Завода за заштиту споменика културе града Београда, за Абијанову кућу је уписао 
...да је грађевина изменила првобитни изглед и да није карактеристична за развој блока који је од постанка тендирао ка једноспратности.
Што се тиче степена заштите куће као културног добра, Завода за заштиту споменика културе града Београда, оцењено је да је због амбијенталног интегритета „треба слободно третирати.“
Међутим њено постојање треба остати забележено у историјском контексту, јер је уско повезано са:
- Бившом колонијом Грка и Цинцара у Земуну, из периода од 1739. године до почетка 20. века, који су дали значајан допринос напретку Земуна.
- Са врсним посластичарима Ф. Абијаном, њеним власником, и другим врсним земунским посластичарима Земуна, који су имали радње у непосредном суседству, које су посећивали многобројни гости а поруџбине су примали и са разних страна (нпр из Народног позоришта у Београду).[4]

## О власнику Абијанију
Власник куће био је Фердинанд Абијани, посластичар, који није био староседелац Земуна, али је 1886. године стекао завичајност или, како се званично говорило, „примљен је у завичајну свезу“ тада пограничног краљевског слободног града на Дунаву.
Као један од познатих Земунских посластичара он је у овој кући у Улици Главној становао, док је недалеко од ње на броју 13 имао посластичарску радњу (у старој спратној згради породице Опел).
О квалитету Абијанових посластичарских производа и његовој посластичарској слави, говори податак...
да је своје производе (посластице и пециво) достављао и двору кнеза Михаила, кнеза па краља Милана, a у време српско-турског рата (1876) посредством српског коморџије (лиферант) снабдевао је пецивом, шампањцем и разним ликерима и српски логор руског и српског генерала Михаила Черњајева.
 Његову посластичарницу посећивале су и многобројни гости, из Кнежевине Србије, и других крајева одакле су му потом из Београда, или са са разних страна, стизале наруџбине.

## Историја
Кућа која има дугу прошлост која се везује за два протекла века. Кућа је саграђена 1877. године, на месту претходно срушене старе чатмаре — гостионице из 18. века, и првобитно није била у власништву Ф. Абијанија, већ у власништву Грчког образовног братства. Ово братство је само на једном делу данашњег плаца (према кући бр. 24) саградило уздигнуту приземну кућу. Захваљујући добро очуваној темељној повељи, која је пронађена приликом адаптације данашњих локала 1983. године откривено је ...
Да чувени потомци Платона прилажу овај дом Грчкој школи (елиномусион), која се гради у време моћног императора Франца Јозефа Првог и племенитих чланова Димитрија Бијала, Георгија пл. (фон) Спирта и Паусанија Димитријадиса, према пројекту уметничког (вештог) градитеља Јозефа Маркса (Маrx) лета Господњег (спасоносне) 1877. и овде основане грчке заједнице – њених представника: Димитрије Бијало (Βιαλλоς), Георгије пл. Спирта, Константин пл. Спирта, Паусаније Димитријадис (Δημητριάδης), Григорије Харис, Константин А. Петровић (Пετροβίк), Петар З. Леко (Λεκος), Константин Спида, Стеван Гешос (Гεσσιоς), Никола Валко (Βαλκος), Антоније Златкос. Текст записа завршава се податком да је Грчко образовно братство имало једног учитеља – Одисеја Мавракиса (Μαυράκης).
Кад је кућа коначно дошла у посед посластичара Абијана, он је на постојећој згради обавио обимније грађевинске радове. Доградио је крила (П+П) с три дућана, и кућу спојио је са једноспратницом Константина Петровића (на бр. 20). Током доградње Абијани је обновио и фасаду, у духу историцизма, првенствено неоренесансе.
Након Првог светског рата у делу стамбеног крила према згради бр. 24 уређена је продавница боја и лакова браће Бихали, која је ратне 1941. године постала немачка продавница затвореног типа или Место за расподелу животних намирница (Lebensmittelverteilungstelle).
За време априлског бомбардовања Земуна од стране савезника 1944. године кућа је лакше оштећена. По завршетку Другог светског рата 1945. године на њој су извршене само мање преправке.
Након великих радова на обнови куће током 1983/1984. године, делу куће је промењена намена из стамбене у пословну, а други део је задржао стамбени простор. У њој су током ове обнове уређене данашње две продавнице, што је утицало и на измену изгледа прочеља, на коме је једино сачуван поткровни венца с плитком малтерском профилацијом и округлим отворима (розете), смањени број пиластара, капија (с полукружним светларником заштићена је гитерима од кованог гвожђа) и гипсани медаљон (с иницијалима имена и презимена бивше власнице – испреплетена слова -{СA (Carolina Abian)}-).